# Uracantinos
Uracantinos (Uracanthini) é uma tribo de coleópteros da subfamília Cerambycinae, na qual compreende cerca de 60 espécies em seis gêneros.

## Sistemática
- Ordem Coleoptera
  - Subordem Polyphaga
    - Infraordem Cucujiformia
      - Superfamília Chrysomeloidea
        - Família Cerambycidae
          - Subfamília Cerambycinae
            - Tribo Uracanthini
              - Gênero Aethiora (Pascoe, 1865)
              - Gênero Emenica (Pascoe, 1875)
              - Gênero Neouracanthus (McKeown, 1938)
              - Gênero Rhinophthalmus (Thomson, 1860)
              - Gênero Scolecobrotus (Hope, 1833)
              - Gênero Uracanthus (Hope, 1833)